# 言語の写像理論
言語の写像理論（げんごのしゃぞうりろん、英語: picture theory of language）は、言語と世界が一対一の対応関係にあるとする言語論である。ルートヴィヒ・ウィトゲンシュタインが『論理哲学論考』で提唱した。ウィトゲンシュタインは、命題は事態を記述する場合にのみ有意味であると考え、倫理、美、神などの「語りえぬもの」を「言語の限界」の外部に位置づけて、これまで提起されてきた多くの哲学の問いは無意味であると主張した。言語の写像理論は、真理の対応説の一つに数えられる。
ウィトゲンシュタインはその後、『哲学探究』で写像理論を否定し、代わりに意味の使用説を提唱した。ただし、心理的諸体験の検討に特化した『哲学探究』の第2部では、写像理論を人間心理のメタファーとして用いている。